# Jerzy Schindler
Jerzy Schindler (ur. 5 lutego 1923 w Zakopanem, zm. 10 maja 1992 w Krakowie) – narciarz, olimpijczyk z St.Moritz 1948.
Był wicemistrzem Polski. Reprezentował Polskę na igrzyskach olimpijskich w 1948 w biegu zjazdowym zajmując 67. miejsce oraz w kombinacji alpejskiej nie kończąc jednak tej konkurencji.